# Pabu (księżyc)
Pabu (pełna nazwa: (66652) Borasisi I Pabu) – księżyc planetoidy transneptunowej (66652) Borasisi.
Pabu obiega centralną planetoidę w czasie 46,263 dnia w średniej odległości ok. 4660 ± 170 km. Średnica obiektu szacowana jest na ok. 137 km. Ma on masę ok. (1,34 ± 0,27)×1018 kg.